# Expensive Desk Calculator
Expensive Desk Calculator er et computerprogram udviklet af Robert A. Wagner på MIT i 1961. Programmet gjorde det muligt at anvende en interaktiv computer som regnemaskine i en tid hvor interaktiv anvendelse af en computer blev anset for spild af kostbare ressourcer.
Wagner udviklede programmet, fordi han i et kursus i numerisk analyse havde fået til opgave at lave beregninger med en elektromekanisk regnemaskine. Wagner valgte i stedet at bruge et par måneder på at implementere beregninger med flydende tal på MITs TX-0, programmere sin egen regnemaskine, og løse sine opgaver. Programmet fyldte flere tusind linjer programkode. Wagner dumpede kurset fordi det blev anset for "forkert" at anvende en computer på den måde.
Programmet flyttedes siden til den PDP-1 som DEC forærede MIT. Programmet fik navnet Expensive Desk Calculator fordi det gjorde det muligt at anvende en computer til en pris af ca. US$ 100.000 som regnemaskine.